# لويز كروغر
لويز كروغر (بالألمانية: Luise Krüger)‏ هي رامية الرمح ‏ ألمانية، ولدت في 11 يناير 1915 في Cotta (Dresden) ‏ في ألمانيا، وتوفيت في 13 يونيو 2001 في درسدن في ألمانيا.

## وصلات خارجية
- لويز كروغر على موقع اللجنة الأولمبية الدولية (الإنجليزية)
- لويز كروغر على موقع أوليمبيديا (الإنجليزية)